# ليك (مقاطعة مارينيت)
ليك، مقاطعة مارينيت (بالإنجليزية: Lake, Marinette County, Wisconsin)‏ هي بلدة تقع بولاية ويسكونسن في الولايات المتحدة. تبلغ مساحتها 154.2 (كم²)، وترتفع عن سطح البحر 213 م، بلغ عدد سكانها 1064 نسمة في عام 2000 حسب إحصاء مكتب تعداد الولايات المتحدة وتصل الكثافة السكانية فيها 7.4 نسمة/كم2.

## وصلات خارجية
- The US50 - Cities and Towns in Wisconsin State
- Wisconsin Cities and Towns, Facts, Map, Flag, Colleges, Government, and More